# Salomonöarna i olympiska sommarspelen 1988
Salomonöarna deltog i de olympiska sommarspelen 1988 med en trupp bestående av fem deltagare, men ingen av landets deltagare erövrade någon medalj.

## Boxning
| Tommy Bauro  | Lätt tungvikt   | Sione Vaveni Taliauli (TGA) L KOH | Gick inte vidare | Gick inte vidare | Gick inte vidare | Gick inte vidare | Gick inte vidare | Gick inte vidare |
| Basil Maelgi | Lätt weltervikt | Reiner Gies (FRG) L WO            | Gick inte vidare | Gick inte vidare | Gick inte vidare | Gick inte vidare | Gick inte vidare | Gick inte vidare |

## Bågskytte
Herrar
| Bågskytt      | Gren                   | Rankningsrunda | Rankningsrunda | Åttondelsfinal   | Åttondelsfinal   | Kvartsfinal      | Kvartsfinal      | Semifinal        | Semifinal        | Final            | Final            |
| Bågskytt      | Gren                   | Poäng          | Placering      | Poäng            | Placering        | Poäng            | Placering        | Poäng            | Placering        | Poäng            | Placering        |
| ------------- | ---------------------- | -------------- | -------------- | ---------------- | ---------------- | ---------------- | ---------------- | ---------------- | ---------------- | ---------------- | ---------------- |
| Derrick Tenai | Herrarnas individuella | 505            | 84             | Gick inte vidare | Gick inte vidare | Gick inte vidare | Gick inte vidare | Gick inte vidare | Gick inte vidare | Gick inte vidare | Gick inte vidare |

## Friidrott
| Idrottare  | Gren                   | Heat     | Heat      | Semifinal | Semifinal | Final            | Final            |
| Idrottare  | Gren                   | Tid      | Placering | Tid       | Placering | Tid              | Placering        |
| ---------- | ---------------------- | -------- | --------- | --------- | --------- | ---------------- | ---------------- |
| John Maeke | Herrarnas 10 000 meter | 35:16,93 | 43        |           |           | Gick inte vidare | Gick inte vidare |